# Lenka Elbe
Lenka Elbe (* 1. června 1979 Louny) je česká spisovatelka.

## Život
V roce 1997 dokončila studium na Gymnáziu Václava Hlavatého Louny a mezi lety 1998 a 2004 vystudovala na Fakultě sociálních věd Univerzity Karlovy bakalářský obor žurnalistika a magisterský obor mediální studia. Po krátké novinářské praxi začala pracovat jako reklamní textařka a příležitostná scenáristka. V roce 2020 debutovala románem Uranova.

## Dílo

### Román
- Uranova. Argo, 2020, ISBN 978-80-257-3260-1[3]

### Esej
Konstrukce alegorického vozu  - sborník Střepy: Ruská invaze na Ukrajinu očima českých spisovatelů, Radioservis, 2022, ISBN 978-80-7686-002-5

## Ocenění
2021 – Magnesia Litera v kategorii „Litera za debut roku“ za román Uranova